# Anja Ellermann
Anja Ellermann (geboren 1968) ist eine deutsche Radio- und Fernseh-Moderatorin. 
Ellermann arbeitete zunächst als Ansagerin für das erste Fernsehprogramm der ARD. In den frühen 1990er Jahren präsentierte sie innerhalb der regionalen Fernsehsendung hessenschau des Hessischen Rundfunks den Nachrichtenüberblick und im Jahr 1996 die Sendung Einfach gut, welche 'positive' Nachrichten vermeldete. Später wechselte sie zum hessischen Regionalprogramm von RTL. Anschließend ging sie in die Nachrichtenredaktion von RTL II nach Köln, wo sie bis Frühjahr 2008 die RTL 2 News moderierte. Später war Ellermann in verschiedenen Sendungen bei WDR 4 zu hören.
| Personendaten    | Personendaten               |
| ---------------- | --------------------------- |
| NAME             | Ellermann, Anja             |
| KURZBESCHREIBUNG | deutsche Fernsehmoderatorin |
| GEBURTSDATUM     | 1968                        |